# На Амеану
«На Амеа́ну» — условное название стихотворения римского поэта Гая Валерия Катулла, включённого в состав посмертного сборника («Книги Катулла Веронского») под номером 41. В нём автор обращается к родным гетеры по имени Амеана, которая пытается взыскать с него за свои услуги 10 тысяч сестерциев. По словам Катулла, Амеана очень некрасива, и это требование — явный признак сумасшествия.
Исследователи отмечают, что 10 тысяч сестерциев в этом контексте — неправдоподобно большая сумма. Она фигурирует и в стихотворении «К своднику Силону» (№ 103). Тема безобразия Амеаны получает развитие в стихотворении «К Амеане, которую сравнили с Лесбией» (№ 43).
Катулл называет Амеану любовницей «лихоимца формийского», имея в виду Марка Витрувия Мамурру.